# Sporting Lissabon (Frauenfußball)
Die Frauenfußballabteilung des Sportvereins Sporting Lissabon (offiziell: Sporting Clube de Portugal) aus Portugal wurde 1991 erstmals gegründet und 2016 wiederbelebt.

## Geschichte
Sporting gründete 1991 erstmals eine Sektion für Frauenfußball, die nach vier Jahren im August 1995 wieder geschlossen wurde. 2016 kehrte der Club in den Frauenfußball zurück und übernahm sofort die Dominanz in allen nationalen Wettbewerben, sowohl im Profi- wie Juniorinnenbereich. Die „Leoas“ (Löwinnen) konnten in ihrer Premierensaison 2016/17 sofort in der ersten Liga (Primeira Divisão) der nationalen Meisterschaft einsteigen und das nationale Titel-Triple gewinnen. Das Double verteidigten sie in der folgenden Spielzeit und sind sowohl im Meisterschafts- wie Pokalwettbewerb bis dato ungeschlagen. Ihre erste Niederlage in einem Pflichtspiel mussten sie am 22. August 2017 bei ihrem Einstand auf europäischer Ebene in der Qualifikation zur UEFA Women’s Champions League gegen den kasachischen Club BIIK Kazygurt hinnehmen. In Portugal wurden sie am 9. September 2018 in der Partie um den Superpokal von Sporting Braga geschlagen, allerdings erst in einem Elfmeterschießen. Ihre erste Niederlage in regulärer Spielzeit im nationalen Meisterschaftswettbewerb erlebten sie am 9. Dezember 2018 im eigenen Stadion nach einem 0:2 gegen den Ligakonkurrenten Sporting Braga.

## Derby de Lisboa
Am 30. März 2019 trafen sich die Frauenteams von SL Benfica und Sporting CP zu ihrer ersten Derbybegegnung im Estádio do Restelo im Rahmen eines Benefizspiels für die Opfer des Zyklon Idai in Mosambik; Sporting siegte mit 1:0 nach einem Elfmetertreffer von Joana Marchão. Die Begegnung fand vor einer neuen Rekordkulisse im portugiesischen Frauenfußball von 15.204 Zuschauern statt.

## Erfolge
| Wettbewerb | Wettbewerb                   | Titel | Jahr       |
| ---------- | ---------------------------- | ----- | ---------- |
|            | Portugiesische Meisterschaft | 2     | 2017, 2018 |
|            | Portugiesischer Pokal        | 2     | 2017, 2018 |
|            | Portugiesischer Superpokal   | 2     | 2017, 2021 |